# Alan Landsburg Productions
Alan Landsburg Productions (ALP) est une ancienne société de production de télévision et de cinéma américaine créée par Alan Landsburg en 1971. À l'exception du film Les Dents de la mer 3, le studio n'a coproduit que des programmes télévisés. 

## Histoire
En 1978, l'entreprise est racheté par Reeves Communications Corp. puis 1984, Alan Landsburg quitte l'entreprise et fonde The Landsburg Company. L'entreprise et Alan Landsburg Productions (ALP) est renommée Reeves Entertainment Group. En 1990, elle disparait définitivement en étant racheté par Thames Television.